# یواس‌اس دونالد کوک
ناو یو اس اس دونالد کوک (DDG-75) (به انگلیسی: (USS Donald Cook (DDG-75) نوعی کشتی ناوشکن از کلاس آرلیک برک (به انگلیسی: Arleigh Burke). در خدمت نیروی دریایی ایالات متحده است که به نام سرهنگ دونالد کوک دارای مدال افتخار نام‌گذاری شد. ساخت این ناوشکن در ۹ ژوئیه سال ۱۹۹۶ آغاز شد. راه اندازی و تعمید در ۳ مارس ۱۹۹۷. در ۴ دسامبر سال ۱۹۹۸ در اسکله پن فرود فیلادلفیا، پنسیلوانیا راه اندازی شد.
در ۱۶ فوریه ۲۰۱۲، نیروی دریایی ری Mabus اعلام کرد دونالد کوک خواهد بود یکی از چهار کشتی به homeported در نیروی دریایی ایستگاه Rota, اسپانیا. از آن اعلام شد در ماه ژانویه ۲۰۱۴ که کشتی می‌رسند وجود دارد در اواسط ماه فوریه 2014. در روتا او بخشی از اسکادران ناو ۶۰.

## تاریخچه
در ۲۴ فوریه ۲۰۱۲، دونالد کوک جایزهٔ "E" را در سال ۲۰۱۱ به دست آورد.
در تاریخ ۹ آوریل ۲۰۱۴، مقامات نظامی ایالات متحده، اعزام دونالد کوک به دریای سیاه، مدت کوتاهی پس از انحلال روسیه از کریمه و در میان ناآرامی طرفدار روسیه در اوکراین، تأیید کردند. بیانیه رسمی وزارت دفاع ایالات متحده اعلام کرد که مأموریت کشتی "برای اطمینان متحدان ناتو و شرکای دریای سیاه از تعهد آمریکا برای تقویت و بهبود قابلیت همکاری در هنگام کار در جهت اهداف متقابل در منطقه" است. در تاریخ ۱۰ آوریل ۲۰۱۴، کشتی جنگی به دریای سیاه وارد شده‌است. در ۱۲ آوریل ۲۰۱۴، یک جنگنده روسی Su-24 "Fencer" روسیه غیرمجاز، دوازده گذر نزدیکی از USS کوک را در زمان گشت دریای سیاه غربی ایجاد کرد. طبق ادعای یک سخنگوی پنتاگون، "این هواپیما به چندین نمایش داده شده و هشدارها از دونالد کوک پاسخ نگرفت و این رویداد بدون وقفه پس از حدود ۹۰ دقیقه به پایان رسید … دونالد کوک بیش از توان دفاع از خود در برابر دو سو -۲۴ ثانیه. " در سال ۲۰۱۴، رسانه‌های خبری دولتی روسیه سری گزارش‌هایی را ارائه دادند که دروغ می‌گویند که در طول این حادثه سو ۲۴ با سیستم جنگی الکترونیکی کیبیینی مجهز به سیستم‌های جنگی Aegis بود. اطلاعات غلط بعداً توسط بریتیش کلمبیا "خورشید" و "فاکس نیوز" برداشته شد.
در تاریخ ۱۴ آوریل ۲۰۱۴، دونالد کوک از Constanta، رومانی بازدید کرد. رئیس‌جمهور رومانی ترایان باسیسکو در سفر به کشتی سفر کرد. پس از آن، دونالد کوک پس از خروج از دریای سیاه در ۲۴ آوریل ۲۰۱۴، تمرینات مختلفی را با همکاری نیروی دریایی رومانی انجام داد.
در تاریخ ۲۶ دسامبر ۲۰۱۴، برای دومین بار، به گفته نیروی دریایی ایالات متحده، ناوشکن وارد دریای سیاه شد تا اطمینان و نشان دادن تعهد ایالات متحده به همکاری نزدیک با متحدان ناتو باشد. دونالد کوک در تمرینات با نیروی دریایی ترکیه شرکت داشت که شامل بازسازی در حال انجام و تمرین‌های دیگر با ناو جنگی کلاس Yavuz TCG Fatih در تاریخ ۲۸ دسامبر ۲۰۱۴ است. این کشتی از کانستان، رومانی در ۳۰ دسامبر و وارنا، بلغارستان در تاریخ ۸ ژانویه ۲۰۱۵ بازدید کرد. دونالد کوک در تمرینات با کشتی نیروی دریایی اوکراین Hetman Sahaydachniy در ۱۱ ژانویه ۲۰۱۵. دونالد کوک دریای سیاه را در تاریخ ۱۴ ژانویه ۲۰۱۵ ترک کرد.

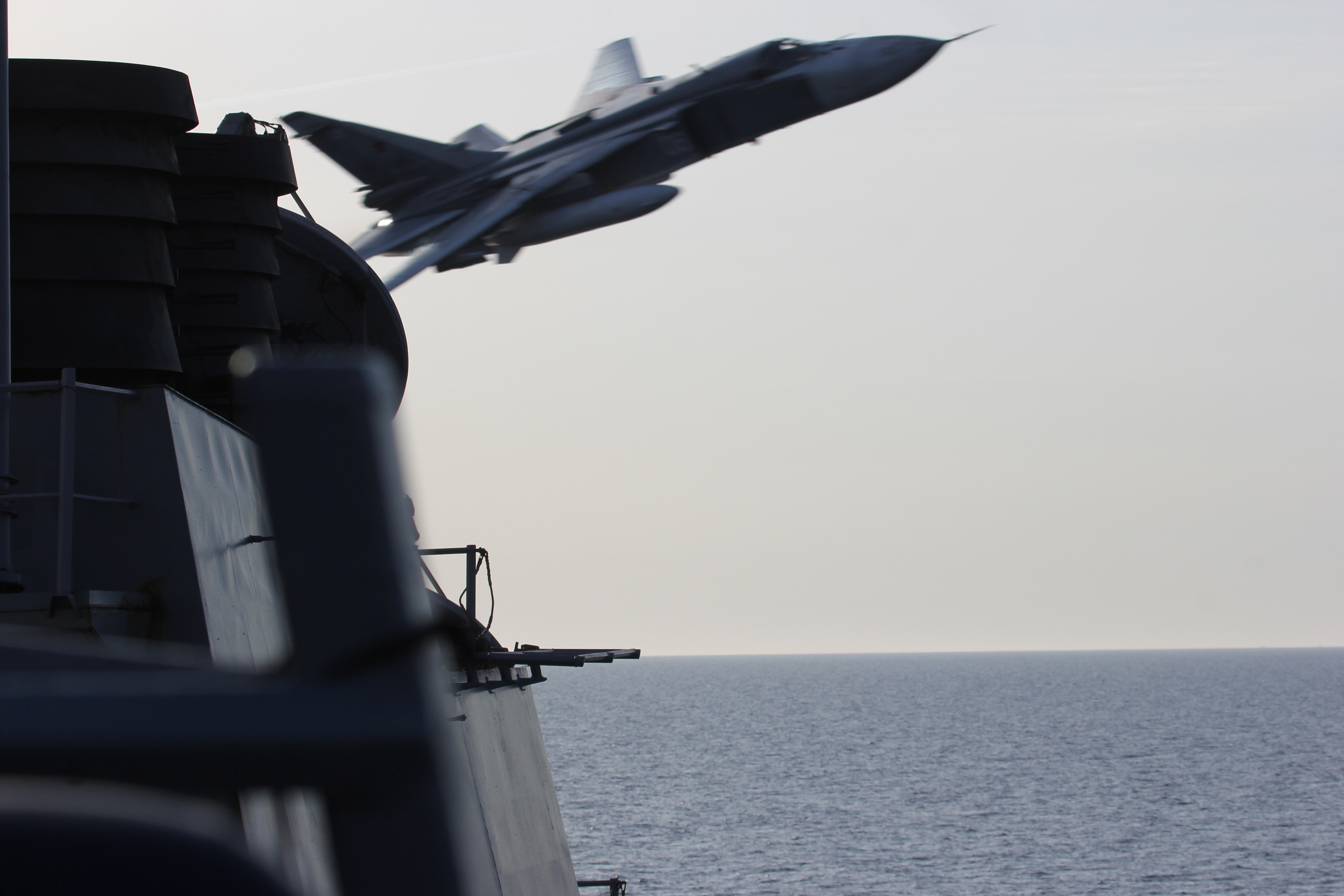
یک جنگندهSukhoi Su-24 در حال گشت زنی و عبور با ارتفاع کم از ناو یو اس اس دونالد کوک ۱۲ مارس ۲۰۱۶ در جریان مناقشات اوکراین و روسیه.

در ۱۱ و ۱۲ مارس ۲۰۱۶ یک جفت روسی Su-24s انجام چند کم می‌گذرد دونالد کوک در حالی که کشتی در حال انجام تمرینات با یک هلیکوپتر در آبهای بین‌المللی در دریای بالتیک ۷۰ مایل دریایی (۱۳۰ کیلومتر؛ ۸۱ مایل) خاموش کالینینگراد. در طول این پرواز این هواپیما گذشت بیش از ناوشکن بسیار پایین ارتفاعات. روسی Ka-27 "مارپیچ" ضد زیردریایی و هلیکوپتر نیز دور ناوشکن هفت بار. نیروی دریایی ایالات متحده منتشر شد عکس و فیلم از این حادثه در ۱۴ مارس و دولت آمریکا شکایت کرده‌است. در پاسخ به وزیر خارجه ایالات متحده آمریکا اظهار نظر دربارهٔ این حادثه گفت که «تحت قوانین نامزدی که می‌توانست با یک شوت پایین» این فدراسیون روسیه شورای رسمی ایگور موروزوف گفت که ایالات متحده نیز «باید بدانید که دونالد کوک با نزدیک شدن به مرزهای ما و در حال حاضر ممکن است قادر به ترک آن است.»

## ارتقاء
در ۱۲ نوامبر ۲۰۰۹، سازمان دفاع موشکی اعلام کرد که دونالد کوک در طی سال مالی ۲۰۱۲ به RIM-161 Standard Missile 3 (SM-3) ارتقا خواهد یافت تا به عنوان بخشی از سیستم دفاع موشکی Ballistic Aegis عمل کند.

## نشان ملی

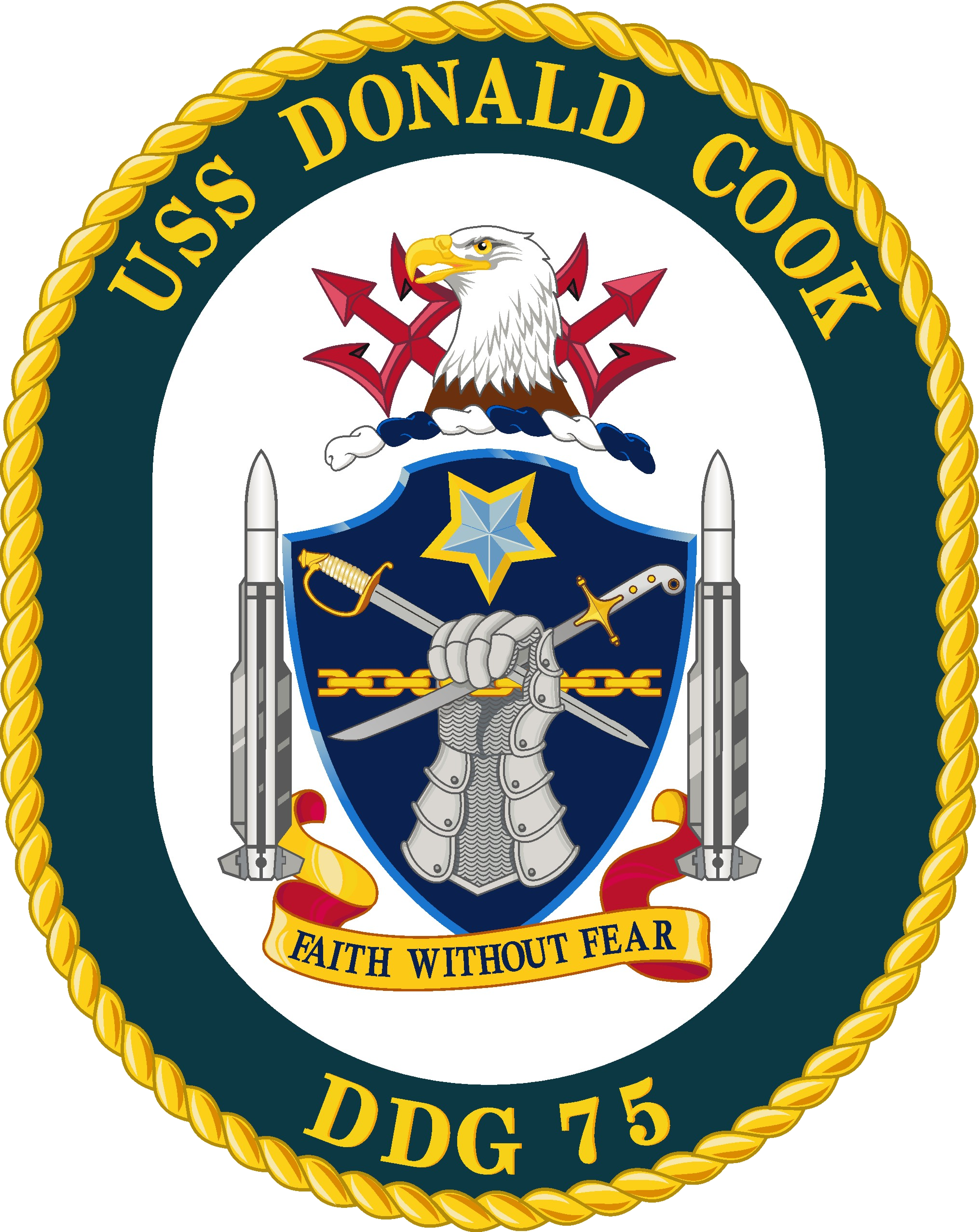
نشان ملی یو اس اس دانلد کوک

## برای مطالعهٔ بیشتر
- Sanders, Michael S. (1999). The Yard: Building a Destroyer at the Bath Iron Works. New York: HarperCollins. ISBN 0-06-019246-1. (توصیف ساخت دونالد کوک در داخل آهن این نسخه‌ها کار می‌کند)